# Ташага
Ташага — река в России, протекает по Большеберезниковскому району Мордовии. Правый приток реки Чермелей.

## География
Ташага берёт начало северо-восточнее села Старые Найманы. Течёт на юго-восток. Устье реки находится в 2,8 км от устья Чермелея. Длина реки — 20 км, площадь водосборного бассейна — 59,7 км².

## Данные водного реестра
По данным государственного водного реестра России относится к Верхневолжскому бассейновому округу, водохозяйственный участок реки — Сура от Сурского гидроузла и до устья реки Алатырь, речной подбассейн реки — Сура. Речной бассейн реки — (Верхняя) Волга до Куйбышевского водохранилища (без бассейна Оки).
Код объекта в государственном водном реестре — 08010500312110000036876.